# دون بيرد
دون بيرد (بالإنجليزية: Don Bird)‏ (5 يناير 1908 في المملكة المتحدة - 1987) هو لاعب كرة قدم بريطاني (وحمل سابقاً جنسية المملكة المتحدة لبريطانيا العظمى وأيرلندا) في مركز الهجوم. لعب مع ديربي كاونتي وشيفيلد يونايتد وكارديف سيتي ونادي بوري ونادي توركي يونايتد ونادي ساوثيند يونايتد.